# Perotín
Perotín, llamado en francés Pérotin le Grand («el Grande») o en latín Magister Perotinus Magnus (también Perotinus Magnus y Magister Perotinus) fue un compositor medieval francés, que nació en París entre 1155 y 1160 y murió hacia 1230. Considerado el compositor más importante de la Escuela de Notre Dame de París, en la cual comenzó a gestarse el estilo polifónico. Revisó el Grand livre d'órganum (en latín Magnus liber organi o Magnus liber, atribuido a Leonín) entre 1180 y 1190.

## Vida
Poco se sabe sobre su vida, las únicas fuentes fiables derivan de los tratados teóricos de Johannes de Garlandia y el conocido como Anónimo IV, ambos de la segunda mitad del siglo XIII.

## Obra

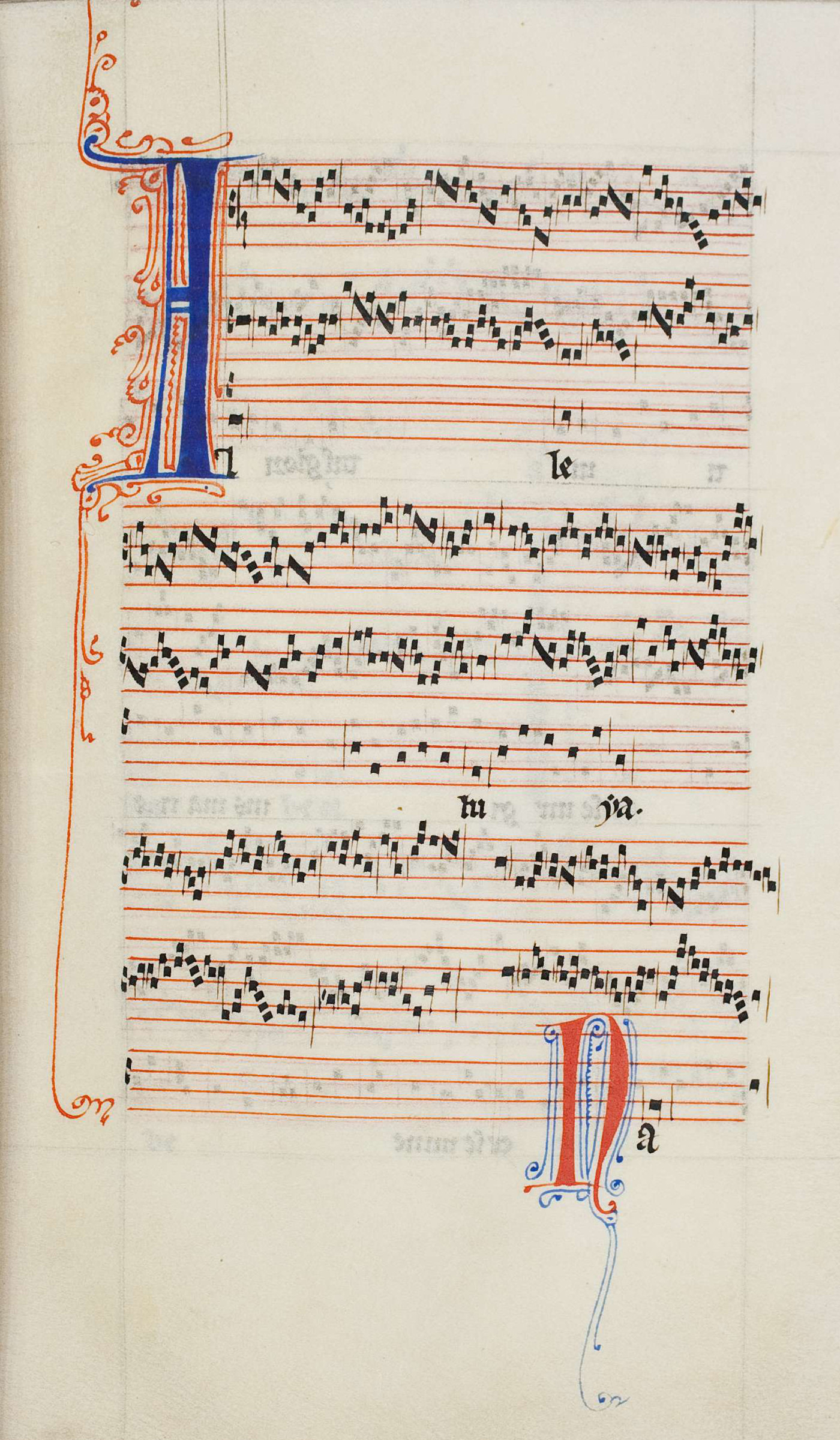
Alleluia nativitas de Pérotin, muestra de polifonía sacra medieval.

En el período gótico de la música es objeto de atención desde el punto de vista técnico y teórico. Se desarrolla el contrapunto. Entre los tratadistas más notables de esta época se encuentra Perotín, que fue conocido en Francia entre los años 1180 y 1207. Sus libros fueron utilizados en la iglesia parisina de la Virgen Bendita incluso después de su muerte. Se considera que perteneció a la Escuela de Notre Dame de París, centro del Ars antiqua (anterior al Ars nova), aunque no existen pruebas fehacientes de esto.
Compuso obras a tres y cuatro voces a principios del siglo XIII. El triplum y el quadruplum de Perotín constituyen lo más logrado de la polifonía eclesiástica en los comienzos del siglo XIII. Su obra más importante es Viderunt omnes, que fue un encargo de las autoridades eclesiásticas para celebrar el día de Navidad del año 1198. Una de sus obras más admirables es el organum quadruplum Sederunt.

### Magnus liber organi
A finales del siglo XII, cuando los muros de la catedral de Notre Dame de París estaban elevándose lentamente sobre las casas de la ciudad de París, se desarrolló una escuela de compositores asociados con la catedral. Estaban tratando de generar un nuevo tipo de estructura musical para elevar la liturgia divina que se llevaba a cabo allí.
Los manuscritos que sobreviven de esa época (en Santiago de Compostela, en San Marcial de Limoges, o en la catedral de Winchester) desde el siglo XI al XII conservan tempranos experimentos en polifonía litúrgica, agregándole al canto llano prescrito para las adoraciones, una voz ornamental extra para provocar un servicio más glorioso en los días de fiesta. Pero el centro de París, donde estaba asentada una clase burguesa cada vez más fuerte, y donde tenía su sede la renombrada Universidad de París, pronto protagonizaría la revolucionaria nueva música que sería conocida como el «organum de Notre Dame».
Desafortunadamente no se sabe casi nada de los dos compositores principales de esta escuela, Leonín y Perotín. El único esbozo sobrevive en un documento del siglo XIII que contiene las notas de un anónimo estudiante universitario inglés, quien registró que un tal Magister Leoninus (que en francés se llamaría Leonin), gran compositor, había producido un completo Magnus liber organi (gran libro de organum) para ser empleados en las celebraciones de la liturgia. Los eruditos creen que esta compilación data de entre 1160 y 1180.
El estudiante (conocido ahora como Anónimo IV) continúa diciendo que el Magister Perotinus, un compositor de discanto incluso mejor que Leoninus, revisó el trabajo del maestro anterior, agregándole muchas piezas (posiblemente propias). Esto tuvo lugar aproximadamente en 1180, 1190 o a principios del siglo siguiente. De estas notas de Anónimo 4 y de otros registros contemporáneos de la época, hay música específica de los manuscritos sobrevivientes que se puede atribuir a Perotín el Grande.
Perotín fue el más famoso músico involucrado en la revisión y renotación del Magnus liber, atribuido a Leoninus o Léonin). Dos lapidarios decretos del obispo de París de 1198 y 1199, acerca de la «fiesta de los locos» (generalmente se le llamaba así a la fiesta de Pascua) y la interpretación de organum cuádruples (a cuatro voces), han sido asociados a Perotín debido a que el denominado Anónimo IV estableció que él compuso partituras a cuatro voces para tan importantes textos. Sin embargo, los intentos por identificar su participación en Notre Dame han sido infructuosos.
Unos datos indican que Perotín nació aparentemente entre 1155 y 1160, revisó el Magnus liber entre 1180 y 1190, y compuso sus obras a tres y cuatro voces en los primeros años del siglo XIII. Pero hay otros estudios que afirman que escribió esas partituras al comienzo de su carrera, revisó el Magnus liber en la primera década del siglo XIII y murió cerca del 1225.
Al considerar las revisiones de Perotín al Magnus liber, Anónimo IV menciona sus abreviaciones y mejoras a la obra al sustituir pasajes en estilo discantus por el órganum más florido.
El organum melismático (u órganum florido) se atribuye a Léonín y a Perotín, maestros de capilla de la catedral de Notre Dame de París. El Magnus liber organi de Leonín (finales del siglo XII) es una antología de graduales, aleluyas y responsorios seleccionados para fiestas religiosas. Este libro con obras a dos voces fue revisado por Perotín, quien intercaló breves secciones llamadas cláusulas (clausulae) a tres o cuatro voces compuestas en estilo de discanto.
La creación de organum a tres y cuatro voces circa 1200 es un paso importante en el desarrollo de la polifonía, que hasta entonces había sido concebida en términos de dos voces. Y las composiciones de Perotín muestran gran conocimiento de las implicancias de la estructura y la tonalidad. La confusión sobre las fechas derivan de problemas de notación no resueltos.
Existen dos piezas de Perotín, Viderunt omnes y Sederunt principes —correspondientes a la liturgia de Navidad y San Esteban, respectivamente—, que posiblemente representen la música para cuatro voces más antigua que sobrevive en Europa. Un fragmento de canto gregoriano, generalmente cantado por un solista está en estilo de organum (acompañado por una voz paralela por quintas).

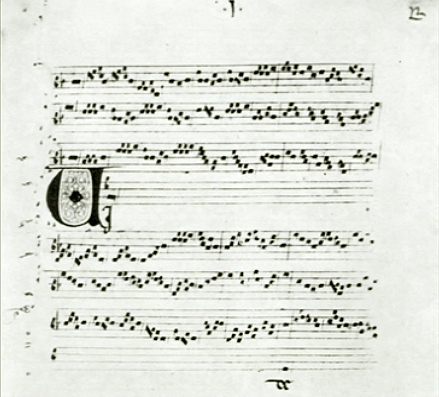
Viderunt omnes.

## Discografía
- 1976 – Vox Humana. Vokalmusik aus dem Mittelalter. Studio der frühen Musik, Thomas Binkley. (EMI Reflexe 46401)
- 1989 – Pérotin. Hilliard Ensemble, Paul Hillier. (ECM 1385)
- 1992 – Philippe Le Chancelier: École de Notre-Dame, Conductus, Lai, Sequence, Rondellus. Sequentia. (Deutsche Harmonia Mundi 77035)
- 1993 – École de Notre-Dame de Paris. Ensemble Gilles Binchois, Dominique Vellard. (Harmonic 9349)
- 1995 – L'âge des Cathédrales, Musiques extraites du «Magnus liber organi». Theatre of Voices, Paul Hillier. (Harmonia Mundi 7157)
- 1996 – Pérotin et l'Ars Antiqua. Hilliard Ensemble, Paul Hillier. (Hilliard Live HL1001)
- 1997 – École de Notre-Dame: Léonin, Pérotin, plein-chant et organum tiré du Magnus liber organi. Orlando Consort.
- 2004 – Pérotin & l'École de Notre Dame. Ensemble Gilles Binchois, Dominique Vellard. (Ambroisie 9947)